# Stefaan Maene
Stefaan Maene (Ostende, Bélgica, 13 de mayo de 1972) es un nadador retirado especializado en pruebas de estilo espalda. Fue bronce mundial en 200 metros espalda durante el Campeonato Mundial de Natación en Piscina Corta de 1993.
Representó a Bélgica en los Juegos Olímpicos de Barcelona 1992.

## Palmarés internacional
| Campeonato Mundial de Natación en Piscina Corta | Campeonato Mundial de Natación en Piscina Corta | Campeonato Mundial de Natación en Piscina Corta | Campeonato Mundial de Natación en Piscina Corta |
| Año                                             | Lugar                                           | Medalla                                         | Prueba                                          |
| ----------------------------------------------- | ----------------------------------------------- | ----------------------------------------------- | ----------------------------------------------- |
| 1993                                            | Palma de Mallorca (España)                      | Medalla de plata                                | 200 m espalda                                   |
| Campeonato Europeo de Natación                  |                                                 |                                                 |                                                 |
| Año                                             | Lugar                                           | Medalla                                         | Prueba                                          |
| 1995                                            | Viena (Austria)                                 | Medalla de bronce                               | 100 m espalda                                   |